# Капела Сервијски у Новом Кнежевцу
Капела Сервијски у Новом Кнежевцу, подигнута је у југоисточном делу православног гробља, средствима Задужбине Сервијских, осамдесетих година 19. века у стилу еклектике, са доминантним елементима неоготике. Капела представља непокретно културно добро као споменик културе.

## Опис капеле
Капела Сервијски грађена је од чврстог материјала камена и опеке. Правоугаоне је основе са високим постаментом у којем су са јужне и северне стране у удубљеним пољима по један уски, вертикално постављени прозор. Углови су маркирани пиластрима који почивају на каменој бази. Улаз у капелу је са западне стране, преко степеништа. Изнад врата надсветло завршава готским сломљеним луком, а заштитник од гвожђа изведен је са симболичном представом сунца, „Недреманог ока” те централно постављеним крстом. Опшив око отвора са ломљеним луком је са благом профилацијом, а изнад темена лука је постављен грб породице Сервијски изведен у плитком рељефу. 
На супротној страни је улаз у крипту полукружног завршетка, фланкиран пиластрима који подржавају над вратима централно постављен ризалит са крстом. Изнад је један окулус. На северној и јужној фасади је по један прозор са „каменим четверолисним цветом” смештеним у самом ломљеном луку. Прозори су са заштитником од гвожђа и са благим опшивом. Пронађени уломци разнобојног стакла указују да су на прозорима постојали витражи. Балустрада од камених стубића и шиљастих лукова са мотивом „тролисне детелине” ломљена је на прочеоној и зачеоној фасади. Повезана је са четири угаона стуба који су вишестране основе, декорисани мотивом камене пластике, са капом на врху. У унутрашњости је крстасти свод.
Око капеле је репрезентативна ограда зидана жутом опеком са које су уклоњени делови изведени од кованог гвожђа.